# 致浩達控股
致浩達控股有限公司，簡稱致浩達控股（英語：Geotech Holdings Ltd.，港交所：1707），在1994年，在總部香港成立「土力資源有限公司」。其主席邱建榮、張定錦在2000年入主。業務在香港經營各類承接斜坡工程、維修等。
股份在2017年10月12日於港交所主板上市。招股定價為0.34至0.42之間，發行新股為3.5億股，而集資額為1.47億港元。

## 連結
- geotech.hk （页面存档备份，存于）